# 名鉄ク2090形電車
名鉄ク2090形電車（めいてつク2090がたでんしゃ）は、かつて名古屋鉄道で運用された電車（制御車）である。輌（2091）が運用された。

## 概要
戦争の激化により、名鉄は輸送量増大に対応すべく車両増備が必要となった。そんな中、旧式車輌の購入を考えた。1940年（昭和15年）、名鉄は鉄道省から旧式車輌のホニ5910（1902年新橋工場製の荷物車）の払い下げを受け、自社の鳴海工場で改造。1941年（昭和16年）、サ2090形（2091）として運用を開始する。改造は車体は補強程度としたため、外観はホニ5910そのままであった。窓は増設し、4D171D4の配置とした。
1955年（昭和30年）に電車（付随車）に改造し、ク2090形（2091）となる。さらに1958年（昭和33年）に600V専用に改造される。600V用となると、主に各務原線、小牧線で運用され、1964年（昭和39年）廃車となる。

## 性能諸元
- 全長：16,802mm
- 全幅：2,650mm
- 全高：3,860mm
- 台車：日車
- 自重：20.0t
- 定員（座席）：120(48)人